# Nemzetközösségi Írók Díja
A Nemzetközösségi Írók Díját (Commonwealth Writers’ Prize – CWP) a Nemzetközösség Alapítvány (Commonwealth Foundation) alapította és szervezte, amely 1987-es elindítása óta fontos irodalmi díjjá nőtte ki magát. A díjat 2011 óta nem adják át.
A Nemzetközösség Alapítvány egy, a Nemzetközösség 53 országában működő kormányközi szervezet. A díj létrehozásának célja volt, hogy előmozdítsa a nemzetközösségi regényírást és hogy az érdemes művek szélesebb közönséghez is eljuthassanak, az országhatárokon túlra.
A díj bevonult az irodalmi naptár jelentősebb évenkénti programjai közé, ezért a média is nagy figyelmet szentelt neki. 2006 óta regionális díjakat is osztottak, ám néhány területen az anyagi támogatást nem sikerült megoldani.
A díjjal foglalkozó testület elnöke Justice Nicholas Hasluck ausztrál szerző és köztiszteletben álló bíró volt. Justice Hasluck tíz regényt írt, köztük a díjnyertes The Bellarmine Jug és The Country Without Music című könyveket.

## A díjazott kiválasztása
A Nemzetközösségi Írók Díj a Nemzetközösség régióira, tehát Afrikára, Európára, Dél-Ázsiára, a Karib térségre, Kanadára, Délkelet-Ázsiára és a Csendes-óceán déli részére vonatkozott. Először regionális szinten kerültek ki a jelölt könyvek és írók egy bő listába, majd onnan egy megkülönböztetett zsűri választotta ki az összesített legjobb műveket. A régiók nyertesei 1000£ jutalomban részesültek (a legjobb könyvért és a legjobb első könyvért egyaránt) míg a legjobb könyv szerzőjének 10 000£ és a legjobb első-könyves írónak 5000£ ütötte a markát. A díj átadására rendezett eseményt mindig másik országban rendezték.

## Legjobb könyv
- 1987: Olive Senior — Summer Lightning
- 1988: Festus Iyayi — Heroes
- 1989: Janet Frame — The Carpathians
- 1990: Mordecai Richler — Solomon Gursky Was Here
- 1991: David Malouf — The Great World
- 1992: Rohinton Mistry — Ilyen hosszú út (Such a Long Journey)
- 1993: Alex Miller — The Ancestor Game
- 1994: Vikram Seth — A Suitable Boy
- 1995: Louis de Bernières — Captain Corelli's Mandolin
- 1996: Rohinton Mistry — India, India (A Fine Balance)
- 1997: Earl Lovelace — Salt
- 1998: Peter Carey — Jack Maggs
- 1999: Murray Bail — Eukaliptusz (Eucalyptus)
- 2000: John Maxwell Coetzee — Disgrace
- 2001: Peter Carey — Ned Kelly bandája (True History of the Kelly Gang)
- 2002: Richard Flanagan — Gould's Book of Fish
- 2003: Austin Clarke — The Polished Hoe
- 2004: Caryl Phillips — A Distant Shore
- 2005: Andrea Levy — Parányi sziget (Small Island)
- 2006: Kate Grenville — The Secret River
- 2007: Lloyd Jones — Mister Pip – A vándor meséje (Mister Pip)
- 2008: Lawrence Hill — Valaki ismeri a nevemet (The Book of Negroes/Someone Knows My Name)
- 2009: Christos Tsiolkas — A pofon (The Slap)
- 2010: Rana Dasgupta — Solo
- 2011: Aminatta Forna — The Memory of Love

## Legjobb elsőkönyves írók
- 1989: Bonnie Burnard — Women of Influence
- 1990: John Cranna — Visitors
- 1991: Pauline Melville — Shape-Shifter
- 1992: Robert Antoni — Divina Trace
- 1993: Gita Hariharan — The Thousand Faces of Night
- 1994: Keith Oatley — The Case of Emily V
- 1995: Adib Khan — Seasonal Adjustments
- 1996: Vikram Chandra — Red Earth, Pouring Rain
- 1997: Ann-Marie MacDonald — Fall on Your Knees
- 1998: Tim Wynveen — Angel Falls
- 1999: Kerri Sakamoto — The Electrical Field
- 2000: Jeffrey Moore — Prisoner in a Red-Rose Chain
- 2001: Zadie Smith — Fehér fogak (White Teeth)
- 2002: Manu Herbstein — Ama, A Story of the Atlantic Slave Trade
- 2003: Sarah Hall — Haweswater
- 2004: Mark Haddon — A kutya különös esete az éjszakában (The Curious Incident of the Dog in the Night-time)
- 2005: Chimamanda Ngozi Adichie — Purple Hibiscus
- 2006: Mark McWatt — Suspended Sentences: Fictions of Atonement
- 2007: D. Y. Béchard — Vandal Love
- 2008: Tahmima Anam — A Golden Age
- 2009: Mohammed Hanif — A Case of Exploding Mangoes
- 2010: Glenda Guest — Siddon Rock
- 2011: Craig Cliff — A Man Melting

## Lásd még
- Irodalmi díjak listája

## Külső hivatkozások
- A Nemzetközösség Alapítvány honlapja